# Далтон (Охајо)
Далтон (енгл. Dalton) град је у америчкој савезној држави Охајо.

## Демографија
По попису из 2010. године број становника је 1.830, што је 225 (14,0%) становника више него 2000. године.
| Група             | 2000.         | 2010.         |
| Белци             | 1.559 (97,1%) | 1.749 (95,6%) |
| Афроамериканци    | 2 (0,1%)      | 5 (0,3%)      |
| Азијати           | 5 (0,3%)      | 16 (0,9%)     |
| Хиспаноамериканци | 21 (1,3%)     | 27 (1,5%)     |
| Укупно            | 1.605         | 1.830         |